# Commote

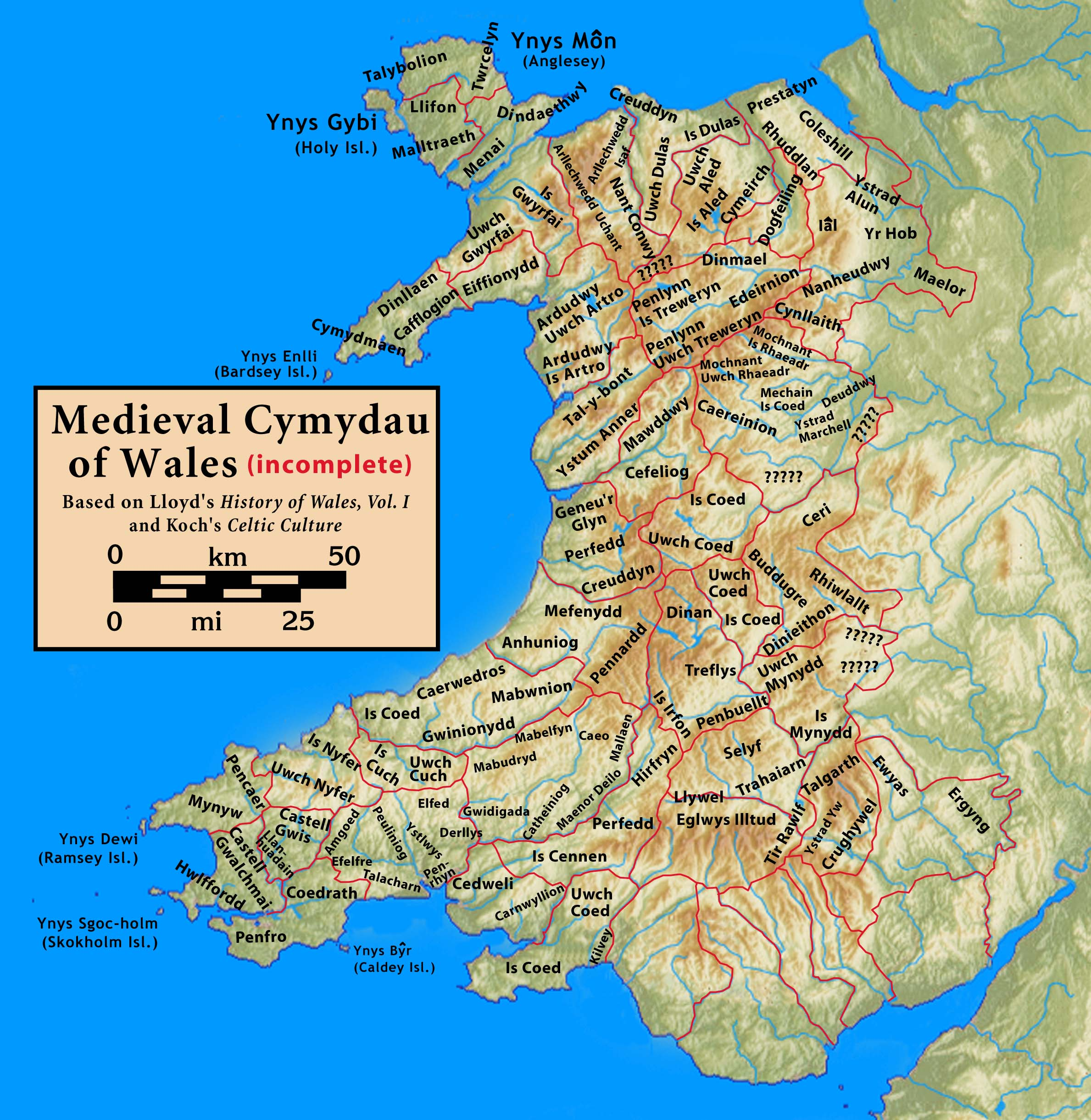
Commotes del Galles medievale

Commote (Lingua gallese: cwmwd, plurale cymydau) era una divisione amministrativa del Galles medievale. La parola deriva dal prefisso gallese cym- ("insieme", simile al latino cum e l'italiano con) e il sostantivo bod ("casa", "dimora"). La parola inglese commote deriva dal Medio gallese cymwt.

## Organizzazione amministrativa
L'unità di base era il tref, un insediamento o un villaggio di medie dimensioni. In teoria 100 trefi formavano un cantref (al plurale cantrefi, letteralmente, "insieme di cento insediamenti"), e la metà oppure un terzo di un cantref era un cymwt; tuttavia la realtà variava da caso a caso. Insieme ai cantrefi, i cymydau erano la divisione geografica e amministrativa mediante la quale venivano organizzate la difesa e la giustizia, e potevano essere ulteriormente suddivisi in maenorau (o maenolydd) Il responsabile di un commote doveva essere un signore probabilmente legato al principe del regno e la sua sede si trovava in uno speciale tref, chiamato maerdref. Nel maerdref vivevano gli ufficiali, i servi e coloro che erano legati alla proprietà del capo.

## Nel Domesday Book
Nel Domesday Book sono riportati i commotes che nel 1086 erano sotto controllo normanno, ma ancora soggetti alle leggi gallesi. I commotes qui menzionati rappresentano gli ultimi avanzamenti anglo-normanni in territorio gallese. Sebbene contemporaneamente in Inghilterra si utilizzasse la parola centena (hundred, plurale hundreds) per indicare il sinonimo commote, si preferisce usare il termine originale gallese. Per quanto riguardava il servizio militare e la tassazione a cui i commoters erano sottoposti, questi obblighi erano misurati in carrucatae e non in hides come in territorio inglese.

## Storia
Ufficialmente, la parola inglese commote sostituì quella gallese cwmwd solo con la conquista di Edoardo I nel XIII secolo, quando l'inglese divenne la lingua ufficiale per tutti i documenti. Ovviamente i gallesi continuarono e continuarono e continuano tutt'oggi a usare il termine originale cwmwd. In molte zone del Galles, a partire dal 1200 i commote divennero più importanti dei cantrefi e l'amministrazione della legge divenne responsabilità della corte del commote piuttosto che del cantref.

## Lista di commote per cantref

### Gwynned
- Cantref Tegigyl (Cantref Tegeingl):
  - Kymwt Insel (Cwmwd Insel)
  - Kymwt Prestan (Cwmwd Prestatyn)
  - Kymwt Rudlan (Cwmwd Rhuddlan)
- Cantref Dyffryn Clwyt (Cantref Dyffryn Clwyd):
  - Kymwt Colyan (Cwmwd Colian)
  - Kymwt Llannerch (Cwmwd Llannerch)
  - Kymwt Ystrat (Cwmwd Ystrad)
- Cantref Rywynyawc (Cantref Rhufoniog)
  - Kymwt Rhuthyn (Cwmwd Rhuthyn)
  - Kymwt Uch Alech (Cwmwd Uwch Aled)
  - Kymwt Is Alech (Cwmwd Is Aled)
- Cantref Rhos
  - Kymwt Uch Dulas (Cwmwd Uwch Dulas)
  - Kymwt Is Dulas (Cwmwd Is Dulas)
  - Kymwt Y kreudyn (Cwmwd Creuddyn)
- Cantrefoed Mon (Anglesey)
  - Kymwt Llan Uaes (Cwmwd Llanfaes, properly called Dindaethwy)
  - Kymwt Kemeis (Cwmwd Cemais)
  - Kymwt Talebolyon (Cwmwd Talebolyon)
  - Kymwt Aberffraw (Cwmwd Aberffraw)
  - Kymwt Penn Rhos (Cwmwd Penrhos)
  - Kymwt Rosvyrr (Cwmwd Rhosyr)
- Cantref Arllechwed (Cantref Arllechwedd)
  - Kymwt Treffryw (Cwmwd Trefriw)
  - Kymwt Aber (Cwmwd Aber)
- Cantref Aruon (Cantref Arfon)
  - Kymwt Uch Konwy (Cwmwd Uwch Conwy)
  - Kymwt Is Conwy (Cwmwd Is Conwy)
- Cantref Dinodyn
  - Kymwt Rifnot
  - Kymwt Ardudwy (Cwmwd Ardudwy)
- Cantref Llyyn (Cantref Llŷn)
  - Kymwt Dinmael (Cwmwd Dinmael)
  - Kymwt is Clogyon (Cwmwd Is Clogion
  - Kymwt Cwmdinam (Cwmwd Cwm Dinam)
- Cantref Meiryonyd (Cantref Meirionnydd)
  - Kymwt Eftumaneyr (Cwmwd Ystumaner)
  - Kymwt Talybont (Cwmwd Tal-y-bont)
- Cantref Eryri
  - Kymwt Cyueilawc (Cwmwd Cyfeiliog)
  - Kymwt Madeu
  - Kymwt Uch Meloch
  - Kymwt Is Meloch
  - Kymwt Llan Gonwy (Cwmwd Llangonwy)
  - Kymwt Dinmael (Cwmwd Dinmael)
  - Kymwt Glyndyudwy (Cwmwd Glyndyfrdwy)

### Powys
- Cantrefoed Powys Madawc
  - Kymwt Iaal (Cwmwd Iâl, later "Yale")
  - Kymwt Ystrad Alun
  - Kymwt Yr Hop (Cwmwd Yr Hob, later "Hope")
  - Kymwt Berford
  - Kymwt Wnknan
  - Kymwt Trefwenn
  - Kymwt Croesosswallt
  - Kymwt y Creudyn
  - Kymwt Nant Odyn
  - Kymwt Ceuenbleid (possibly Cwmwd Cynllaith)
  - Kymwt Is Raeadyr (Cwmwd Mochnant Is Rhaiadr)
- Cantrefoed Powys Gwennwynwyn
  - Kymwt Uch Raeadyr (Cwmwd Mochnant Uwch Rhaiadr)
  - Kymwt Deu Dyswr (Cwmwd Deuddwr in cantref Ystlyg)
  - Kymwt Llannerchwdwl (Cwmwd Llanerch Hudol in cantref Ystlyg)
  - Kymwt Ystrad Marchell (in cantref Ystlyg)
  - Kymwt Mecheyn (Cwmwd Mechain Is Coed and Cwmwd Mechain Uwch Coed)
  - Kymwt Caer Einon (Caereinion)
  - Kymwt Uch Affes
  - Kymwt Is Affes
  - Kymwt Uch Coet (Cwmwd Uwch Coed in cantref Arwystli)
  - Kymwt Is Coet (Cwmwd Is Coed in cantref Arwystli)

### Maelienydd
- Cantrefoed Maelenyd
  - Kymwt Ceri
  - Kymwt Gwerthrynnyon
  - Kymwt Swyd Uudugre
  - Kymwt Swyd Yethon
  - Kymwt Llwythyfnwc

### Buellt
- Cantref Buellt
  - Kymwt Penn Buellt (Cwmwd Pen Buellt)
  - Kymwt Swydman (Cwmwd Swyddfan(?) : Cwmwd Dinan)
  - Kymwt Treflys (Cwmwd Treflys)
  - Kymwt Is Iruon (Cwmwd Is Irfon)

### Elfael
- Cantref Eluael (Cantref Elfael)
  - Kymwt Uch Mynyd (Cwmwd Uwch Mynydd)
  - Kymwt Is Mynyd (Cwmwd Is Mynyd)

### Brecheinawc (Brycheiniog)
- Cantref Selyf
  - Kymwt Brwynllys (Cwmwd Brwynllys)
  - Kymwt Talgarth (Cwmwd Talgarth)
- Cantref Tewdos
  - Kymwt Dyffryn Hodni (Cwmwd Dyffryn Hoddni)
  - Kymwt Llywel (Cwmwd Llys Hywel)
  - Kymwt Tir Rawlf (Cwmwd Tir Rawlff)
- Cantref Ida
  - Kymwt Ystrat Yw (Cwmwd Ystrad Yw)
  - Kymwt Cruc Howel (Cwmwd Crughywel)
  - Kymwt Evyas (Cwmwd Euyas)

### Ystrad Tywi
- Cantref Bychan
  - Kymwt Hirvryn
  - Kymwt Perued
  - Kymwt Iskennen
- Cantref Eginawc
  - Kymwt Kedweli
  - Kymwt Carnywyllawn
  - Kymwt Gwhyr
- Cantref Mawr
  - Kymwt Mallaen
  - Kymwt Caeaw
  - Kymwt Maenawr Deilaw
  - Kymwt Cetheinawc
  - Kymwt Mab Eluyw
  - Kymwt Mab Utryt
  - Kymwt Widigada

### Ceredigyawn (Ceredigion)
- Cantref Penweddig
  - Kymwt Geneurglyn (Cwmwd Genau'r Glyn)
  - Kymwt Perued (Cwmwd Perfedd)
  - Kymwt Creudyn (Cwmwd Creuddyn)
- Cantref Mabwynyon (Cantref Mabwnion)
  - Kymwt Meuenyd (Cwmwd Mefenydd)
  - Kymwt Anhunyawc (Cwmwd Anhuniog)
  - Kymwt Pennard (Cwmwd Penardd)
- Cantref Caer Wedros (Cantref Caerwedros)
  - Kymwt Wenyionid (Cwmwd Gwinionydd)
  - Kymwt Is Coed (Cwmwd Is Coed)

### Dyfed
- Cantref Cemeis (Cemais)
  - Kymwt Is Neuer (Cemais Is Nyfer)
  - Kymwt Uch Neuer (Cemais Uwch Nyfer)
- Cantref Deugledyf (Daugleddyf)
  - Kymwt Castel Hu (Castell Gwis)
  - Kymwt Llan y Hadein (Llanhuadain)
- Cantref Emlyn
  - Kymwt Is Cuch (Emlyn Is Cuch)
  - Kymwt Uch Cuch (Emlyn Uwch Cuch)
- Cantref Wartha (Gwarthaf)
  - Kymwt Amgoet (Amgoed)
  - Kymwt Derllys (Derllys)
  - Kymwt y Uelfre (Efelfre)
  - Kymwt Eluyd (Elfed)
  - Kymwt Pennryn (Penrhyn)
  - Kymwt Peluneawc (Peuliniog)
  - Kymwt Talacharn (Talacharn)
  - Kymwt Estyrlwyf (Ystlwys)
- Cantref Pebideawc (Pebidiog)
  - Kymwt Menew (Mynyw)
  - Kymwt Penncaer (Pencaer)
- Cantref Pennbrwc (Penfro)
  - Coedrath
  - Penfro
- Cantref Rhos (Rhos)
  - Kymwt Castell Gwalchmei (Castell Gwalchmei)
  - Kymwt Hawlfford (Hwlffordd)

### Morgannwg
- Cantref Gorvynyd
  - Kymwt Rwng Net A Thawy
  - Kymwt Tir Yr Hwndryt
  - Kymwt Rwng Neth ac Avyn
  - Kymwt Tir Yr Iarll
  - Kymwt Y Coety
  - Kymwt Maenawr Glyn Ogwr
- Cantref Penn Ychen
  - Kymwt Meisgyn
  - Kymwt Glyn Rodne
  - Kymwt Maenawr Tal y Vann
  - Kymwt Maenawr Ruthyn
- Cantref Breinyawl
  - Kymwt Is Caech
  - Kymwt Uch Caech
  - Kymwt Kibwr (Ceibwr; later Kibbor)
- Cantref Gwynllwc
  - Kymwt Yr Heid
  - Kymwt Ydref Berued
  - Kymwt Edelygyon
  - Kymwt Eithyaf
  - Kymwt Y Mynyd
- Cantref Gwent
  - Kymwt Is Coed
  - Kymwt Llemynyd
  - Kymwt Tref y Gruc
  - Kymwt Uch Coed